# 양산 우불산성
양산 우불산성(梁山 于弗山城)은 대한민국 경상남도 양산시 삼호동에 있는 산성이다. 2005년 10월 13일 경상남도의 기념물 제259호 양산 우불산성으로 지정되었다.

## 개요
우불산성은 삼국시대에 초축(初築)된 것으로 판단되며, 내역(來歷), 문화적 영역으로 보아 울산권에 속한다. 이곳은 울산이나 경주로 통하는 중요한 길목으로 산성의 군사적 목적은 충분하였을 것으로 보인다. 현재 성벽은 많이 무너져 있지만 곳곳에 쌓은 상태로 남아 있고, 3개의 고지(高地)에 장대(將臺), 암문(暗門), 통로 등의 시설과 창고와 연못의 위치 확인도 가능하다. 특히 이곳은 신라의 24개의 주요 제장(祭場)이었던 소사(小祀)와 관련된 곳으로도 의미가 있다.

## 지정 사유
삼국시대 초축(初築)이며, 성벽이 일부 붕괴되었지만 상태가 양호하고, 3개의 고지(高地)에 장대(將臺), 암문(暗門) 시설이 위치하며, 특히 신라의 주요 제장(祭場)이었던 소사(小祀)와 관련된 곳으로 의미가 있으므로 도 기념물로 지정한다.

## 참고 자료
- 양산 우불산성 - 국가유산청 국가유산포털